# Johanna Piesch
 Johanna Camilla Piesch, meist Hansi Piesch, (* 6. Juni 1898 in Innsbruck; †  28. September 1992 in Wien) war eine österreichische Bibliothekarin, Physikerin, Elektroingenieurin und Informatikpionierin.

## Leben und Werk
Piesch erhielt nach dem Besuch des Reform-Realgymnasiums in Wien am 5. Juli 1916 das Reifezeugnis und die Gymnasialmatura. Sie studierte Physik und promovierte 1921 in Wien. Sie legte danach die Theoretische Staatsprüfung für das Versicherungswesen und 1928 die Lehramtsprüfung in Mathematik und Physik ab. Sie arbeitete bis zu ihrer zwangsweisen Versetzung in den Ruhestand 1938 bei dem österreichischen Post-, Telefon- und Telegrafendienst. Sie wurde nach Berlin geschickt, wo sie ihre Veröffentlichungen zur Schaltalgebra verfasste und gehört zu den ersten Autoren, die sich mit der technischen Anwendung der Booleschen Algebra beschäftigten. Nach ihrer Rehabilitierung wurde sie 1945 Vorstand des Laboratoriums der Post- und Telegraphenverwaltung in Wien. Bis zu ihrer Versetzung in den Ruhestand 1962 war sie ab 1956 in der Bibliothek der Technischen Hochschule Wien im Dokumentationszentrum für Technik und Wirtschaft als Vorstand tätig und arbeitete mit Heinrich Sequenz, dem Vorstand des Instituts für Elektrische Anlagen der TH Wien, zur Geschichte der Schaltalgebra in Österreich. Nach ihrer Pensionierung arbeitete sie noch 30 Jahre in der Sozialarbeit.

## Veröffentlichungen
- Begriff der Allgemeinen Schaltungstechnik. In: Archiv für Elektrotechnik 33, 1939, S. 672–686.
- Über die Vereinfachung von Allgemeinen Schaltungen. In: Archiv für Elektrotechnik 33, 1939, S. 733–746.
- Systematik der Automatischen Schaltung. In: OFT 5, 1951, S. 2–43.
- Die Matrix in der Schaltungsalgebra zur Planung Relaisgesteuerter Netzwerke. In: Archiv für elektrische Übertragung 9, 1955, S. 460–468.
- Beiträge zur modernen Schaltalgebra, Conference in Como, 1956, S. 16–25.
- mit Heinrich Sequenz: Die österreichischen Wegbereiter der Theorie der Elektrischen Schaltungen. In: Elektrotechnik & Maschinenbau 75, 1958, S. 241–245.